# 木村カレン
木村 カレン（きむら カレン、1994年6月16日 - ）は、日本のフリーアナウンサー。神奈川県横浜市出身。現在はジョイスタッフ所属。

## 来歴
上智大学経済学部経営学科卒業後の2018年にアナウンサーとして山形テレビに入社。同社の番組等に出演する。
2021年に山形テレビを退社。フリーのアナウンサーとして活動の拠点を東京に移す。
2024年4月、結婚を発表。

## 現在の出演番組
- WORLD MARKETZ（TOKYO MX ）、火曜アシスタント（2021年9月 - ）[3]
- MX news FLAG 土曜日・祝日(TOKYO MX 2021年10月2日−)

## 過去の出演番組
- スーパーJチャンネルYTSゴジダス
- YTSニュース - 不定期出演
- YTSスペシャル 私をキャンプに連れてって～バイきんぐ西村と行く1泊2日の山形CAMP～（2020年10月28日、山形テレビ（YTS））[4]